# Here Comes the Sun
〈Here Comes the Sun〉은 1969년 비틀즈의 음반 《Abbey Road》에서 처음 발매된 조지 해리슨이 쓴 노래이다. 〈Something〉과 〈While My Guitar Gently Weeps〉와 함께, 그것은 비틀즈 시대의 해리슨의 가장 유명한 작품 중 하나이다. 이 곡은 해리슨이 비틀즈의 애플 코어에서 열리는 회의에 참석하지 않기 위해 그날 무단 결석을 한 친구 에릭 클랩튼의 시골 집에서 작곡되었다. 가사는 봄의 도착과 그가 밴드의 사업 문제로 겪었던 일시적 휴식과 안도감을 반영한다. 2019년 9월 현재 전 세계에서 가장 많이 스트리밍된 비틀즈 곡으로 3억 5천만 곡이 넘는다.
비틀즈는 1969년 여름에 런던의 EMI 스튜디오에서 〈Here Comes the Sun〉를 녹음했다. 해리슨의 어쿠스틱 기타가 이끄는 이 녹음에는 캘리포니아에서 악기의 초기 모델을 구입한 후 비틀즈 사운드에 도입한 모그 신시사이저도 포함되어 있다. 해리슨의 글에 대한 인도 고전 음악의 계속되는 영향을 반영하여, 이 작곡에는 일련의 특이한 시간 변화가 포함되어 있다.
〈Here Comes the Sun〉은 음악 평론가들로부터 갈채를 받았다. 〈Something〉이라는 《Abbey Road》에 대한 그의 다른 공헌과 결합하여 해리슨에게는 이전에 그의 밴드 동료인 존 레논과 폴 매카트니를 위해 예약되었던 작곡가로서의 인지도가 높아졌다. 해리슨은 1971년 콘서트 포 방글라데시에서의 라이브 공연과 1976년 《새터데이 나이트 라이브》 공연에서 폴 사이먼과 함께 하는 등 비교적 드문 솔로 가수로서의 라이브 공연에서 이 곡을 연주했다. 리치 헤이븐스와 스티브 할리 & 코크니 레벨은 각각 1970년대에 〈Here Comes the Sun〉으로 싱글 음반을 냈다.

## 녹음
해리슨, 폴 매카트니, 링고 스타는 1969년 7월 7일에 13번의 테이크에서 리듬 트랙을 녹음했다. 존 레논은 자동차 충돌 사고에서 회복하고 있었기 때문에 이 노래에 기여하지 않았다. 세션이 끝날 무렵 해리슨은 어쿠스틱 기타 부분을 다시 녹음하는 데 한 시간을 보냈다. 그는 7일 프렛에서 기타를 카포하여 A장조(사실, 트랙이 반음 이하로 어긋나 A장조보다 약간 위)의 마지막 키를 이끌어냈다. 그는 또 비슷한 멜로디 패턴을 공유하는 1965년 곡 〈If I Needed Someone〉에서도 같은 기법을 사용했다. 다음날 그는 리드 보컬을 녹음했고, 그와 매카트니는 그들의 백 보컬을 두 번 녹음하여 더 풀풀한 사운드를 선사했다.

## 참여 인원
이언 맥도널드에 따르면, 비틀즈의 녹음 내용은 다음과 같다.
비틀즈
- 조지 해리슨 - 리드와 백 보컬, 어쿠스틱과 일렉트릭 기타, 하르모니움, 모그 신시사이저, 박수
- 폴 매카트니 - 백 보컬, 베이스 기타, 박수
- 링고 스타 - 드럼, 박수

추가 음악가
- 인증되지 않음 - 비올라 4개, 첼로 4개, 콘트라베이스, 피콜로 2개, 플루트 2개, 알토 플루트 2개, 클라리넷 2개
- 조지 마틴 - 오케스트라의 배치와 지휘[6]